# Jezdegerd III.
Jezdegerd III., također Jazdgird (perzijski: یزدگرد Yazdgerd, od Boga stvoren), je bio posljednji perzijski kralj iz dinastije Sasanida (632. – 651.).

## Sasanidska Perzija u doba Jezdegerda III.
Jezdegerd je bio unuk kralja Hozroja II., nakon čije je smrti godine 628. u Perziji zavladala anarhija. Država je i izvana (zbog rata s Bizantom koji je izgubila) i iznutra zbog nemira i borbi bila iscrpljena i oslabljena. Kada je Jezdegerd kao posljednji muški član dinastije Sasanida zavladao činilo se je da je anarhiji kraj i da će novi kralj uspjeti stabilizirati državu.

## Arapi osvajaju Perziju
Međutim, Arapi su nedugo zatim godine 634. napali i Bizant i Perziju. Izaslanstvo kalifa isprva je zatražilo od Jezdegerda da se pokori što je on naravno odbio. Prvi arapski napad Perzijanci su odbili, ali je u drugom godine 636. perzijski general Rostam u teškoj bitki na području današnjega Iraka poginuo, a njegova vojska teško poražena nakon čega su Arapi s lakoćom osvojili Mezopotamiju.
Jezdegerd je morao pobjeći iz glavnog grada Ktezifonta i povući se na istok u današnji Iran gdje je organizirao otpor. Godine 642. Arapi su ponovo pobijedili njegovu brojčano nadmoćniju vojsku nakon čega su perzijski velikaši izgubili povjerenje u Jezdegerda i pokušali se dogovoriti s osvajačima. Jezdegerdu nije preostalo ništa drugo nego pobjeći još dalje na istok.

## Bijeg i smrt
Jezdegerd je bježao sve dalje na istok do grada Merva u današnjem Turkmenistanu. Više je puta zatražio pomoć protiv Arapa od Kine kojom je tada vladala dinastija T’ang, ali bezuspješno. Godine 651. Jezdegerd je kod Merva vjerojatno po nalogu tamošnjega namjesnika ubijen. Perzijsko-arapski autori izvještavaju još stoljećima poslije da su potomci toga namjesnika zvani "Kraljoubojice" jer je u perzijskim očima osoba velikoga kralja bila sveta i nepovrediva, a njegovo ubojstvo težak zločin.
Jezdegerdov sin Peroz pobjegao je Turcima a zatim na dvor kineske dinastije T’ang, ali nije se mogao vratiti u domovinu te je umro u kineskom egzilu. Tako je izumrla perzijska dinastija Sasanida. Jezdegerdova smrt i arapska osvajanja označavaju za Bliski istok kraj antike i početak srednjega vijeka.